# Bradysia flavipila
Bradysia flavipila är en tvåvingeart som beskrevs av Risto Kalevi Tuomikoski 1960. Bradysia flavipila ingår i släktet Bradysia och familjen sorgmyggor.
Artens utbredningsområde är Finland. Arten är reproducerande i Sverige. Inga underarter finns listade i Catalogue of Life.